# Mont Sainte-Marie
Le mont Sainte-Marie est une montagne et une station de ski des Laurentides située à Lac-Sainte-Marie dans la région administrative de l'Outaouais, au Québec (Canada).

## Station de ski
La station de ski est gérée par les frères Sudermann, qui sont également propriétaires de Camp Fortune, dans le parc de la Gatineau.